# Elysia brycei
Elysia brycei is een slakkensoort uit de familie van de Plakobranchidae. De wetenschappelijke naam van de soort werd voor het eerst geldig gepubliceerd in 1990 door Jensen en Wells als Pattyclaya brycei.